# Allophylus macrostachys
Allophylus macrostachys är en kinesträdsväxtart som beskrevs av Ludwig Radlkofer. Allophylus macrostachys ingår i släktet Allophylus och familjen kinesträdsväxter. Inga underarter finns listade i Catalogue of Life.